# شانون کلیبرینک
شانون کلیبرینک (انگلیسی: Shannon Kleibrink؛ زادهٔ ۷ اکتبر ۱۹۶۸) ورزشکار کرلینگ اهل کانادا است.